# Pieni Harjujärvi
Pieni Harjujärvi och Iso Harjujärvi, eller Harjujärvet är sjöar i Finland. De ligger i kommunen Muonio i landskapet Lappland, i den norra delen av landet, 800 km norr om huvudstaden Helsingfors. Harjujärvet ligger 250,5 meter över havet. Arean är 20,6 hektar och strandlinjen är 3,58 kilometer lång. Sjön  ingår i Torne älvs huvudavrinningsområde. 